# Filip Dewinter
Philip Michel Frans (Filip) Dewinter (ur. 11 września 1962 w Brugii) – belgijski i flamandzki polityk, lider Bloku Flamandzkiego i następnie Interesu Flamandzkiego.

## Życiorys
W młodości kształcił się w Sint-Franciscus-Xaveriusinstituut w Brugii oraz w dziedzinie nauk społecznych i politycznych na Uniwersytecie w Antwerpii (studiów nie ukończył) i dziennikarstwa w Erasmushogeschool (do 1985). Od wczesnej młodości angażował się w działalność polityczną. W 1978 był założycielem organizacji uczniów flamandzkich VSAG (Vlaamse Scholieren Actie Groep), która następnie przekształciła się w nacjonalistyczny związek młodzieży NJSV (Nationalistisch Jong Studenten Verbond). Przez krótki okres był również członkiem partii Vlaamse Volkspartij. Podczas studiów związał się w 1983 z nacjonalistyczną organizacją studencką NSV (Nationalistische Studentenvereniging) oraz z Blokiem Flamandzkim. Z jego ramienia sprawował mandat radnego prowincji (1985–1987). Stał na czele organizacji młodzieżowej bloku (1987–1989). W 1987 wszedł w skład zarządu Bloku Flamandzkiego, rok później zostając z jego ramienia członkiem Rady Flamandzkiej. Od 1992 pełnił funkcję przewodniczącego frakcji swojego ugrupowania (w 2004 przekształconego w Interes Flamandzki) w Parlamencie Flamandzkim. W 1995 został radnym Antwerpii. Od 2010 do 2014 był członkiem belgijskiego Senatu. W 2014 wybrany do federalnej Izby Reprezentantów, a w 2019 powrócił do Parlamentu Flamandzkiego (reelekcja w 2024). Od 11 do 13 lipca 2019 tymczasowo kierował tą izbą (po rezygnacji Krisa Van Dijcka).

## Życie prywatne
Żonaty z Lutgarde, mają trzy córki: Karolien, An-Sofie i Veroniek.